# Антимонид олова
Антимонид олова — бинарное неорганическое соединение
олова и сурьмы
с формулой SbSn,
кристаллы.

## Получение
- Сплавление стехиометрических количеств чистых веществ:

{\displaystyle {\mathsf {Sn+Sb\ {\xrightarrow {425^{o}C}}\ SbSn}}}

## Физические свойства
Антимонид олова обладает очень большой областью гомогенности 43÷60,5 ат.% (β-фаза) и в зависимости от состава образует кристаллы нескольких модификаций:
- стехиометрический состав SbSn — кубическая сингония, пространственная группа F m3m, параметры ячейки a = 0,6142 нм, Z = 4;
- при отклонении от стехиометрического состава — тригональная сингония (квазикубическая), параметры ячейки a = 0,6129÷0,6150 нм, α = 89,18÷89,7°, Z = 4[1].